# 崔鷃
崔鷃（1058年—1126年），字德符，号婆娑。北宋雍丘（今河南杞县）人。
嘉祐三年（1058年）出生。随父崔毗定居颖州阳翟（今河南禹县）。与同乡陈恬、鲜于绰号称“阳城三士”。元祐九年（1094年）进士，歷官鳳州司户参军、筠州推官。崔鷃一生嫉恶如仇，朝论激越。宋徽宗即位，上书辨司马光之诬，力诋章惇，被任命為相州教授。崇寧元年（1102年）九月，崔鶠入元祐黨籍。被免官。政和中，任绩溪（今屬安徽）令，以疾解官。宣和六年甲辰（1124年），崔鷗通判寧化軍（今山西寧武縣），由中丞何栗舉薦召為殿中侍御史。他又因上书论蔡京和冯澥之罪，改任龙图阁直学士，遙理嵩山崇福宫。不久憤而辭官。靖康元年（1126年）病卒，年六十九。著有《婆娑集》，多散佚，其婿衞昂集其遺文三十卷。